# Chi Kuan-chun
Chi Kuan-chun (戚冠軍, né le 14 juin 1949), aussi connu sous le nom de Chik Goon-gwan, est un acteur hongkongais ayant joué dans de nombreux films de kung-fu dans les années 1970 et 1980. Pratiquant de hung-gar, il est très connu pour son rôle récurrent du moine shaolin rebelle Hu Huei-chien (ou Hu Hui-gan). Il a également souvent joué aux côtés d'Alexander Fu Sheng à l'époque.

## Biographie
Né sous le nom de Wu Dong-wai au Guangdong, il émigre à Hong Kong avec sa famille dès son plus jeune âge. Il est diplômé de l'école Sam Yuk et prend des cours d'acteur au studio Cathay en 1968. Après avoir remporté la première place à un « concours de virilité » organisé par le studio Chiang Jiang Film, une division de la Shaw Brothers, Chi signe un contrat et débute dans Men From The Monastery de Chang Cheh, puis enchaîne avec les autres films du réalisateur comme Shaolin Martial Arts, Disciples Of Shaolin, The Shaolin Avengers et Magnificent Wanderers. Après avoir terminé son contrat avec Chang Cheh en 1976, Chi fonde ensuite la Champion Film Company,. En 1977, il se rend à Taiwan pour poursuivre sa carrière et joue dans des films comme Showdown at the Cotton Mill (en),.
Dans les années 1990, il prend sa retraite mais fait un retour en 2003 dans Drunken Monkey de Liu Chia-liang, puis dans Seven Swords (2005) de Tsui Hark,.

## Pratique du hung-gar
Chi commence à pratiquer le hung-gar en 1961 auprès de Chiu Wai à Hong Kong et est le disciple de la 4e génération de la lignée de Wong Fei-hung. En octobre 2000, il crée sa propre école de hung-gar, l'institut des arts martiaux Chi Kuan-chun Hong Quan.

## Filmographie
| Titre                              | Année | Rôle                           | Notes                  |
| ---------------------------------- | ----- | ------------------------------ | ---------------------- |
| Men from the Monastery             | 1974  | Hu Huei-chien                  |                        |
| Les Cinq Maîtres de Shaolin        | 1974  | Li Shih-kai                    |                        |
| Shaolin Martial Arts               | 1974  | Pa Chung/Chen Bao-rong         |                        |
| Disciples of Shaolin               | 1975  | Wang Hon                       |                        |
| Marco Polo                         | 1975  | Zhou Xingzheng                 |                        |
| 7-Man Army                         | 1976  | Chu Tiancheng                  |                        |
| Boxer Rebellion                    | 1976  | Shuai Fang -yun                |                        |
| Le Temple de Shaolin               | 1976  | Hu Hui-gan                     |                        |
| The Shaolin Avengers               | 1976  | Hu Huigan                      |                        |
| Eagle's Claw                       | 1977  | Chen Tien-chun                 |                        |
| Magnificent Wanderers              | 1977  | Shi Da-yong                    |                        |
| The Naval Commandos                | 1977  | Le capitaine Hu Jing-duan      |                        |
| The Golden Mask                    | 1977  | Lung Chun-san                  |                        |
| Iron Monkey                        | 1977  | Fung Kong                      |                        |
| The Murder of Murders              | 1978  |                                |                        |
| Shaolin Invincible Guys            | 1978  |                                |                        |
| Shaolin Kung Fu Master             | 1978  |                                |                        |
| Eagle's Claw and Butterfly Palm    | 1978  | Un patriote (caméo)            |                        |
| Revenge of the Shaolin Kid         | 1978  | Lee Tien -chow                 |                        |
| Showdown at the Cotton Mill        | 1978  | Hu Huigan                      |                        |
| Ways of Kung Fu                    | 1978  | Ta Kung                        |                        |
| Green Jade Statuette               | 1978  | Wu Kang                        |                        |
| Iron Fisted Eagle's Claw           | 1979  |                                |                        |
| Shaolin Red Master                 | 1979  | Su                             |                        |
| Relentless Broken Blade            | 1979  | Chiu Yi-han                    |                        |
| Immortal Warriors                  | 1979) | caméo                          |                        |
| The Big Rascal                     | 1979  | Ho                             | Réalisateur/scénariste |
| Snake Shadow, Lama Fist            | 1979  | Chi Yuen                       |                        |
| Yoga and the Kung Fu Girl          | 1979  | Ho Fei                         |                        |
| The Battle of Ku-ning-tou          | 1979  |                                |                        |
| Yongmun Swordsman                  | 1979  |                                |                        |
| Roving Heroes                      | 1980  |                                |                        |
| Beggars Have No Equal              | 1980  |                                |                        |
| Queen Bee                          | 1981  |                                |                        |
| Black Eagle's Blades               | 1981  |                                |                        |
| Eagle Fists                        | 1981  | Liu Chin-chun                  |                        |
| Queen Bee's Revenge                | 1981  |                                |                        |
| Iron Neck Li                       | 1981  | Li Yung alias « Nuque de fer » |                        |
| Little Flying Dragon               | 1982  |                                |                        |
| Demon Fighter                      | 1982  | Loup sauvage                   |                        |
| Bloody Mission                     | 1982  |                                |                        |
| Crazy Horse, Intelligent Monkey    | 1982  |                                |                        |
| Burning of the Red Lotus Monastery | 1982  |                                |                        |
| Rescue from Hades                  | 1982  |                                |                        |
| Shanghai 13                        | 1984  | Léopard                        |                        |
| Thunder of Gigantic Serpent        | 1984  |                                |                        |
| King of Snake                      | 1984  |                                |                        |
| Lucky Dragon                       | 1991  |                                |                        |
| Lady Killer (1)                    | 1992  |                                |                        |
| Wolf of Revenge                    | 1992  |                                |                        |
| Guardian Angel                     | 1994  |                                |                        |
| Drunken Monkey                     | 2003  | Yu Hoi-yeung                   |                        |
| Seven Swords                       | 2005  | Qiu Luo-dong                   |                        |
| That Demon Within                  | 2014  | Le père de Dave                |                        |